# Перт (тюрьма)
Тюрьма Её Величества Перт (англ. HM Prison Perth) ― исправительное учреждение строгого режима, расположенное на юго-востоке города Перт, Шотландия.

## История и описание
В тюрьме содержатся малолетние заключенные мужского пола, отбывающие наказание сроком до четырёх лет. Здесь также находятся преступники, уклоняющиеся от уплаты штрафов, а также обвиняемые, заключённые под стражу по решению судов Ангуса, Данди, Перт-энд-Кинросса и северной части Файфа. Существует также безопасное отделение для заключенных категории А, отбывающих пожизненное заключение. В тюрьме есть отделение для нарушителей тюремной дисциплины.
Главное здание тюремного комплекса находится в километре к югу от центра города. Оно было построено по проекту архитектора Робертом Рейда (1774―1856) в 1810–12 годах, первоначально с целью размещения французских военнопленных, захваченных во время наполеоновских войн  В 1842 году здание стало обычной гражданской тюрьмой и сегодня является старейшей функционирующей тюрьмой во всей Шотландии. В здании находится пять залов (с маркировкой от А до С), рассчитанных в совокупности на 504 заключенных.
Второе здание комплекса, Фриартон-холл, до 1999 года представляло собой отдельное исправительное учреждение, известное как «тюрьма Триартон». Его здание находится напротив южной оконечности острова Монкриф, в 2 км к юго-востоку от центра города. Это более современное учреждение некогда служило для адаптации заключённых к открытым условиям и вмещало 89 человек. Эта тюрьма была закрыта в начале 2010 года, больше не является подразделением Тюрьмы Её Величества Перт, а её  здание было снесено, чтобы освободить место для нового жилого комплекса.

### Смертные казни
На протяжении XX века в Перте было приведено в исполнение три приговора к смертной казни через повешение:
- Эдвард Джонстон: казнён 19 августа 1908 года за убийство Джейн Уоллес (Уизерс)
- Александр Эдмундстоун: казнён 16 июля 1909 года за убийство Майкла Суинтона Брауна
- Станислав Мишка: казнён 6 февраля 1948 года за убийство Кэтрин Макинтайр

Согласно принятому обычаю тела казнённых были захоронены в безымянных могилах в пределах тюремных стен.